# Damon Gameau
 (avril 2018).
Si vous disposez d'ouvrages ou d'articles de référence ou si vous connaissez des sites web de qualité traitant du thème abordé ici, merci de compléter l'article en donnant les références utiles à sa vérifiabilité et en les liant à la section « Notes et références ».
Damon Gameau est un acteur, réalisateur et producteur australien. 
Il est marié à l'actrice australienne Zoe Tuckwell-Smith (en) avec qui il a une fille nommée Velvet Gameau. 

## Biographie
Damon Gameau a étudié au National Institute of Dramatic Art (NIDA), institut national d'arts dramatiques en Australie, dans lequel il obtient un diplôme de Performing arts en 1999. 
C'est en 2014 qu'il annonce la production de son premier long métrage Sugarland, documentaire dans lequel il fait lui-même l'expérience d'adopter un régime pauvre en graisses et riche en sucres pendant 60 jours. Damon Gameau écrit alors le livre Sugarland pour accompagner le film, qui fait partie des best-sellers dans la catégorie livres santé et bien-être en Australie. 
Il est aussi apparu dans la série australienne Love My Way, le film australien The Tracker, et a tenu un petit rôle dans la série américaine How I Met Your Mother. 

## Filmographie

### Comme acteur
- 2002 : The Tracker : le suiveur
- 2003 : Thunderstruck : Sonny
- 2007 : Dancing Queens : Neil
- 2008 : How I Met Your Mother - saison 3, épisode 2 : un randonneur australien
- 2009 : Conspiration (Balibo) : Greg Shackleton
- 2009 : Underbelly - saison 2  : Andy Maher
- 2012 : Save Your Legs ! : Stavros
- 2013 : Patrick : Ed Penhaligon
- 2013 : Charlie's Country : infirmier à l'hôpital de Darwin
- 2014 : Secrets and Lies - saison 1 : Dave Carroll
- 2014 : Surgarland (documentaire) : lui-même
- 2016 : The Kettering Incident - saison 1 : Jens Jorgenssen
- 2019 : 2040 (documentaire)

### Comme réalisateur
- 2014 : Surgarland (documentaire)
- 2019 : 2040 (documentaire)

## Prix et récompenses
- Damien Gameau obtient le prix du meilleur documentaire pour Sugarland au Australian Film and Television Awards en 2016.
- Il est récompensé pour son rôle dans le film Vermin au festival australien Sydney Underground Film Festival et obtient le prix de meilleur acteur[5].
- Il est nommé pour le prix du meilleur acteur de second rôle pour Balibo au AFI awards[6].
- Il gagne également le trophée du festival de courts métrages Tropfest en 2011 pour Animal Beatbox[1].
- Son premier documentaire Sugarland connait un grand succès et a été sélectionné pour le Berlin Film Festival et IDFA, et remporte de nombreux prix tels que le meilleur documentaire aux Australian Academy Awards. Il est pour l'instant le documentaire australien ayant fait le plus de recettes en Australie et Nouvelle-Zélande.